# Heterodontosauridae
Heterodontosauridi ("ještěři s různými zuby") byli menší ptakopánví dinosauři, patřící mezi nejprimitivnější zástupce této skupiny.

## Význam
Jejich fosílie jsou poměrně vzácné, byli však globálně rozšířenou čeledí, vyskytující se téměř na všech kontinentech od spodní jury (asi před 197 miliony let) až po spodní křídu (zhruba před 133 miliony let). Byli v průměru jen několik decimetrů dlouzí, největší sotva přesáhli 2 metry délky (z toho zhruba polovinu zabíral ocas). Žili zřejmě v sušších semi-aridních oblastech a mohli se pohybovat střídavě po dvou i po čtyřech končetinách (při rychlém běhu pouze po dvou).

## Popis
Jejich charakteristickým znakem byly výrazné přední zuby, připomínající poněkud řezáky šelem. Ty mohly sloužit k obraně, vnitrodruhovým zápasům nebo vyhrabávání potravy. Zadní řada zubů zase sloužila ke žvýkání potravy, podobně jako u pozdějších svrchnokřídových hadrosauridů. Příslušníci této čeledi byli zřejmě býložravci, výjimečně snad i všežravci. Některé druhy patřily k vůbec nejmenším známým ptakopánvým dinosaurům, s odhadovanou tělesnou délkou kolem 43 cm.
Stavba pánevního pletence spolu s hrudním košem mohla být významná pro respiraci heterodontosauridních dinosaurů.

## Zástupci
Významnými zástupci této čeledi jsou Heterodontosaurus, Abrictosaurus, Lycorhinus a Tianyulong (první ptakopánvý dinosaurus s dochovaným proto-peřím). Echinodon a Geranosaurus jsou dosud méně známé rody. Nejmenším zástupcem byl s délkou pouhých 75 cm Fruitadens ze svrchní jury Severní Ameriky, ačkoliv jeho konkurentem mohl být zřejmě ještě menší Pegomastax z Jihoafrické republiky. Jediným dosud známým jihoamerickým zástupcem je rod Manidens.
Podle fylogenetické studie z roku 2020 spadají heterodontosauridi do kladu Pachycephalosauria.

## Druhová rozmanitost
Heterodontosauridi jsou vůbec nejméně početnou skupinou druhohorních dinosaurů. Celkem je k červenci roku 2020 známo asi jen 8 druhů těchto ptakopánvých dinosaurů. To z nich činí nejméně početnou skupinu druhohorních dinosaurů, po teropodech (486), sauropodomorfech (373), ornitopodech (216), rohatých dinosaurech (ceratopsech, 114), ankylosaurech (95), stegosaurech (28) a pachycefalosaurech (22).